# Sarah Joy Brown
Sarah Joy Brown (Eureka, 18 de fevereiro de 1975) é uma atriz estadunidense. Ela é mais conhecida por seu papel de Carly Corinthos na novela General Hospital, pelo qual ganhou três prêmios Emmys.